# Zuid-Soedan
Zuid-Soedan (uitspraak: [ˌzœytsuˈdɑn] of [ˌzœytsuˈdan]; officieel de Republiek Zuid-Soedan) is een land in het oosten van Afrika, bestaande uit tien deelstaten. Het grenst aan Soedan in het noorden, Ethiopië in het oosten, Kenia, Oeganda en Congo-Kinshasa in het zuiden en de Centraal-Afrikaanse Republiek in het westen. Sinds 9 juli 2011 is het land onafhankelijk. Daarvoor was het een deel van Soedan.

## Geschiedenis

### Van Equatoria tot Soedan (tot 1955)
Zuid-Soedan begon in de 19e eeuw als een provincie van Egypte onder de naam Equatoria, daarna was het onderdeel van de Anglo-Egyptische kolonie Soedan en het zelfstandige Soedan.

### Autonoom gebied (2005-2011)
Op 9 januari 2005 kwam de Soedanese regering van Omar al-Bashir met de opstandelingen van het SPLM overeen (Comprehensive Peace Agreement) dat Zuid-Soedan een aparte entiteit zou worden met een autonome status binnen Soedan.
De voorzitter van de SPLM Torit-factie, John Garang, werd krachtens de Comprehensive Peace Agreement tot vice-president benoemd in de regering van Al-Bashir. Op 30 juli 2005 stortte de helikopter die Garang vervoerde, neer. Garang overleefde het ongeluk niet, waarna er ernstige rellen uitbraken in Khartoem en in andere Soedanese steden. Salva Kiir Mayardit (SPLM), de vice-president van de regering van Zuid-Soedan, volgde Garang op als vice-president van Soedan.
In december 2009 meldde Artsen zonder Grenzen dat er in dat jaar in Zuid-Soedan een grote toename van geweld had plaatsgevonden, toe te schrijven aan rivaliteit tussen stammen die elkaars eigendommen roven en verergerd door inmenging van het Verzetsleger van de Heer uit Oeganda. Tienduizenden mensen zouden hun woongebied zijn ontvlucht vanwege grootschalige honger of eruit verdreven zijn door platbranding, verkrachting en moord. In augustus 2011 meldden de Verenigde Naties dat dergelijke stammenrellen die maand aan minstens 600 mensen het leven hadden gekost in het inmiddels onafhankelijk geworden land.

### Onafhankelijkheid (2011)
Van 9 tot en met 15 januari 2011 werd een referendum in Zuid-Soedan gehouden over onafhankelijkheid van het gebied. Indien een kiesdrempel van 60% werd gehaald en een meerderheid vóór onafhankelijkheid stemde, zou het gebied op 9 juli 2011 onafhankelijk worden.
Bijna 99% van de bevolking stemde voor de afscheiding en de kiesdrempel werd ruim overtroffen. De Veiligheidsraad van de Verenigde Naties verklaarde dat de volksraadpleging grotendeels vrij, eerlijk en geloofwaardig was verlopen.
In andere landen in Afrika bestaat een zekere onrust over de gang van zaken omdat tot dusver Afrikaanse leiders koste wat kost hebben vastgehouden aan de oude koloniale grenzen. De enige eerdere afscheiding (Eritrea) was eerder een aparte Italiaanse kolonie geweest. Nu vrezen sommigen dat er meer gebieden hun onafhankelijkheid zullen opeisen.
In aanloop naar de onafhankelijkheid van Zuid-Soedan heeft het Noorden alvast het Zuiden erkend als nieuw land op 8 juli 2011. "De Republiek Soedan verklaart hierbij dat het de Republiek Zuid-Soedan erkent als een onafhankelijke staat volgens de grenzen van 1 januari 1956", zo sprak de minister van Presidentiële Zaken, Bakri Hassan Saleh.
Salva Kiir Mayardit werd de eerste president van het onafhankelijke Zuid-Soedan.

#### Internationale erkenning
De onafhankelijkheid van Zuid-Soedan is door (Noord-)Soedan erkend; de president van Soedan was aanwezig bij de viering van de onafhankelijkheid. De Afrikaanse Unie heeft op 8 februari 2011 aangegeven dat Zuid-Soedan welkom zou zijn als 54e lid van de organisatie.
Op 14 juli 2011 werd Zuid-Soedan lid van de Verenigde Naties en op 27 juli 2011 lid van de Afrikaanse Unie.
Nederland erkende het land op 9 juli 2011. Minister van Staat Korthals Altes was namens Nederland aanwezig bij de onafhankelijkheidsceremonie in de nieuwe hoofdstad Juba. België erkende Zuid-Soedan op 14 juli 2012 door middel van een Koninklijk Besluit op 1 december 2011 dat in het Belgische Staatsblad is verschenen op 14 december 2011.

### Grensconflict met Soedan (2012)
Ondanks de erkenning door en medewerking van Soedan op het gebied van Zuid-Soedans onafhankelijkheid vanaf juli 2011, raakten de twee landen al in diezelfde maand in een conflict omtrent de grensstreek en de verdeling van de winst van de oliewinning daar. Dit conflict liep in 2012 uit op een bijna-oorlog waarbij over en weer doden vielen. De voormalig president van Zuid-Afrika, Thabo Mbeki, trad op als bemiddelaar. In augustus 2012 werd er overeenstemming bereikt over de olieopbrengsten.

### Burgeroorlog (2013-2020)
Problemen als corruptie, etnische conflicten en economische problemen hebben er in juli 2013 toe geleid dat president Salva Kiir alle ministers ontsloeg. In december 2013 brak een gewelddadig conflict uit in het land. Er ontstond een machtsstrijd, toen president Kiir zijn voormalige vicepresident Riek Machar en tien anderen ervan beschuldigde een staatsgreep te beginnen. Daarop braken gevechten uit, waarbij Oegandese troepen vochten aan de zijde van president Kiir tegen de rebellen. Militanten van de twee volkrijkste stammen Dinka en Nuer maakten zich volgens ooggetuigen op grote schaal schuldig aan moordpartijen. Er zouden duizenden doden over en weer zijn gevallen en grote aantallen mensen sloegen op de vlucht. Verschillende landen zagen zich genoodzaakt hun burgers uit het land te evacueren. Het werd een aanslepende burgeroorlog, waarin meerdere malen een staakt-het-vuren werd onderhandeld, door toedoen van de Intergovernmental Authority on Development, een regionaal overlegorgaan. Ook de VN-vredesmacht UNMISS spande zich in om de burgerbevolking te beschermen.
In augustus 2015 werd in Ethiopië een bestand gesloten, onder druk van sancties die de VN aan beide partijen wilden opleggen. Machar keerde in april 2016 terug naar Juba en hernam zijn functie als vicepresident. Maar reeds in augustus 2016 liep het opnieuw mis, en vluchtte Machar het land uit. De burgeroorlog die daarna weer oplaaide, leidde in 2017 tot een massale vlucht en hongersnood, waaraan pas in juni 2017 officieel een einde kwam. Op 22 februari 2020 kwamen Salva Kiir en Riek Machar een overgangsregering van nationale eenheid overeen waarbij Machar vicepresident onder Salva Kiir werd.
Begin 2018 beschuldigde een speciale VN-commissie veertig hoge militairen van oorlogsmisdaden en misdaden tegen de menselijkheid: verkrachtingen op grote schaal, het verminken en vermoorden van kinderen en volwassenen, en het verwoesten van dorpen. De commissie verzamelde bewijsmateriaal voor de speciale rechtbank voor misdrijven gepleegd tijdens de burgeroorlog (2013-2020).
In 2021 kwamen de VN met een rapport waarin ze waarschuwen voor het oplaaiende geweld en de dreiging van een hongersnood in de deelstaat Warrap in Zuid-Soedan.

### Na 2020
In 2024 werden 30 van de 78 provincies in het land getroffen door zware overstromingen, die in mei begonnen en meer dan 700.000 inwoners troffen. Het noodweer veroorzaakte grote schade aan huizen, gewassen en infrastructuur. Ook het risico op ziekte-uitbraken steeg. Het land leed ook onder de gevolgen van de oorlog in buurland Soedan, van waaruit vele Soedanezen op de vlucht gingen. De Verenigde Naties (OCHA) startten noodvoedselhulp.

## Geografie
Zuid-Soedan wordt van zuid naar noord doorsneden door de rivier de Witte Nijl. In Zuid-Soedan bevindt zich in hoofdzaak een vochtige savanne, met in het midden het uitgestrekte Soeddmoeras. Onder dit moeras bevinden zich de grootste olievoorraden van het land. Het hoogste punt is de berg Kinyeti met 3187 meter.
In 1863 voeren de Nederlandse ontdekkingsreizigster Alexine Tinne en haar moeder Henriette met een groot gezelschap de Witte Nijl op. Zij wilden de nog onbekende delen van Zuid-Soedan bezoeken. Met hun zes schepen sloegen zij de Gazellenrivier in om de moerasgebieden te onderzoeken. In een van de dorpen moesten ze vier maanden blijven omdat het regenseizoen werd. Ze moesten in die periode eten kopen van slavenhandelaar Bucelli. Henriette en twee vrouwelijke bediendes overleden tijdens de reis, die toen werd afgebroken om de kisten terug naar Khartoum te brengen.

## Economie en infrastructuur
Zuid-Soedan heeft zwaar geleden onder de Soedanese burgeroorlogen; hierdoor is het land verwaarloosd en is de infrastructuur beperkt. De hoofdstad heeft een internationale luchthaven, de luchthaven van Juba. Er wordt gewerkt aan een asfaltwegennet dat de belangrijkste plaatsen van het land met elkaar moet verbinden.
Begin september 2011 maakte de regering van Zuid-Soedan bekend de hoofdstad van het land te willen verplaatsen van het overvolle Juba naar het 240 kilometer noordelijker gelegen Ramciel, dat ook aan de rivier de Nijl gelegen is.

## Bestuurlijke indeling

De tien staten en drie historische regio's van Zuid Soedan
Bahr-al-Ghazal
Equatoria
Greater Upper Nile

Zuid-Soedan is verdeeld in staten. Na het overeenkomen van een overgangsregering van nationale eenheid tussen Salva Kiir en Riek Machar op 22 februari 2020 telt Zuid-Soedan 10 staten, twee administratieve gebieden en één gebied Abyei met een speciaal administratieve status. De 10 staten zijn verdeeld over de drie historische regio's: Bahr el Ghazal, Equatoria en Greater Upper Nile. De staten zijn verder ingedeeld in counties (county/kaunti), verder in districten (payam) en verder in boma's (boma). Zuid-Soedan was vanaf 2015 tot 2020 verdeeld in 28 staten.
Tussen Zuid-Soedan en buurlanden zijn er betwiste gebieden: Abyei en Kafia Kingi (Zuid-Soedan en Soedan) en de Ilemi-driehoek (Zuid-Soedan, Ethiopië en Kenia).

## Bevolking

### Demografie
De laatste door de Soedanese regering uitgevoerde volkstelling dateert uit 1993. Naar schatting telt Zuid-Soedan tussen de 9,5 en 11 miljoen inwoners. De bevolking van Zuid-Soedan behoort in etniciteit en religie tot sub-Saharisch Afrika, in tegenstelling tot het noordelijke buurland Soedan, dat bevolkt is door Arabieren met een Nubische achtergrond. In het zuiden zijn sinds de onafhankelijkheid van Soedan in 1956 zeker twee miljoen mensen om het leven gekomen door oorlogen en andere onlusten, er zijn door de jaren heen zo'n vier miljoen mensen op de vlucht geslagen.

### Talen
In Zuid-Soedan worden voornamelijk Nilo-Saharaanse talen gesproken (vooral van de West-Nilotische tak) die verwant zijn aan die van Kenia en Oeganda, voorts bestaan er in het zuidwesten enkele Niger-Congotalen. De grootste stammen zijn de West-Nilotische Dinka en Nuer met beide ongeveer één miljoen mensen; daarnaast zijn er de Sjilluk (ongeveer 600.000 stamleden), de Azande (van wie slechts een klein deel in Zuid-Soedan woont, de rest elders in Afrika; hun taal wordt tot de Niger-Congo gerekend) en nog vele kleinere stammen.
De Arabische taal, cultuur en religie zijn niet doorgedrongen tot in Zuid-Soedan, hoewel de lingua franca in het zuiden een variant is van het Arabisch, die 'Juba-Arabisch' wordt genoemd, naar de hoofdstad Juba. Sinds het begin van de 21e eeuw neemt het Engels steeds meer de rol van voertaal over; tekenend is hiervoor dat het in februari 2011 ingestelde Zuid-Soedanese volkslied Engelstalig is. Het Engels is ook de enige officiële taal van Zuid-Soedan. Dit heeft te maken met de ervaring van het Arabisch als de "taal van de (Noord-)Soedanese onderdrukkers" waarmee men zich na de onafhankelijkheid liever niet meer wil associëren; in plaats daarvan heeft men voor het Engels gekozen en ook het lidmaatschap aangevraagd bij het Gemenebest van Naties, waarmee men de banden aanhaalt met voormalig kolonisator Groot-Brittannië.

### Cultureel erfgoed
Jok Madut Jok is staatssecretaris van Cultuur en Erfgoed van Zuid Soedan. Alle archieven en snippers papier over het verleden worden bewaard in een grote tent zodat ze onderzocht en gearchiveerd kunnen worden. Redmond O'Hanlon bezocht hem en maakte een reportage over zijn bezoek aan Zuid-Soedan. Hij vroeg zich daarbij af of de huidige generatie herinnerd wil worden aan hun afschuwelijke verleden.

### Religie
De meeste Zuid-Soedanezen zijn katholiek of protestants, maar een groot deel van de bevolking hangt in meerdere of mindere mate de lokale Afrikaanse godsdiensten aan. Volgens één bron is 61% van de bevolking christelijk, 6% islamitisch en hangt 33% lokale Afrikaanse godsdiensten aan, maar over het algemeen zijn er geen betrouwbare statistieken over de Zuid-Soedanese geloofsgroepen beschikbaar.
Wat betreft de rooms-katholieke kerkbesturing vormt Zuid-Soedan één kerkprovincie, bestaande uit het aartsbisdom Juba en zes suffragane bisdommen, namelijk het bisdom Malakal, het bisdom Rumbek, het bisdom Tombura-Yambio, het bisdom Torit, het bisdom Wau en het bisdom Yei. Er is evenwel nog geen Zuid-Soedanese bisschoppenconferentie opgericht; de Zuid-Soedanese bisschoppen zetelen voorlopig nog in de Soedanese bisschoppenconferentie, samen met hun Soedanese collega's van het aartsbisdom Khartoem en het bisdom El Obeid. De voorzitter van deze bisschoppenconferentie is de aartsbisschop van Khartoem, kardinaal Gabriel Zubeir Wako.
In het aartsbisdom Juba is 78,8% van de inwoners katholiek. In het bisdom Malakal is dat 19,7%, in het bisdom Rumbek 3,2%, in het bisdom Tombura-Yambio 63,4%, in het bisdom Torit 76,5%, in het bisdom Wau 66,7% en in het bisdom Yei 47,1%.